# Nassarina penicillata
Nassarina penicillata is een slakkensoort uit de familie van de Columbellidae. De wetenschappelijke naam van de soort is voor het eerst geldig gepubliceerd in 1865 door Carpenter.